# 可信网络世界体系结构框架
可信网络世界体系结构框架（英語：Trusted Cyberworld Architecture Framework，简称TCAF）定义了“一个可信网络世界”，作为TCAF的发展目标。这个可信网络世界在安全性方面具备三种能力：
- 第一种能力是实现预期性的能力、期望在可信基础上实现的网络有序世界。
- 第二种能力是对非预期性行为出现的把握和控制能力，期望在网络世界中建立一种法治体系。
- 第三种能力是认识与改进预期性与实际情况出现差别的能力，强调安全性措施的有效性和不断完善的能力。